# M.I.U. Album
| Recensione                    | Giudizio |
| ----------------------------- | -------- |
| AllMusic                      | [ 1 ]    |
| Blender                       | [ 2 ]    |
| Christgau's Record Guide      | C        |
| Encyclopedia of Popular Music | [ 4 ]    |
| MusicHound                    | woof!    |
| The Rolling Stone Album Guide | [ 6 ]    |

M.I.U. Album è il ventiduesimo album in studio dei The Beach Boys, è stato pubblicato nel 1978 in un periodo per loro di scarso successo. Solo Mike Love, Al Jardine, e Brian Wilson appaiono per tutto l'album. Carl e Dennis Wilson sono presenti solo in alcune canzoni.
Attualmente M.I.U. Album è disponibile in formato CD in abbinamento con L.A. (Light Album).

## Descrizione
Dopo la pubblicazione di Love You, i Beach Boys entrarono in disputa tra di loro per il controllo creativo della band, e furono vicini allo scioglimento. Brian Wilson iniziò nuovamente a cercare rifugio nella droga e nel cibo per sfuggire ai suoi problemi psichici. Dennis stava preparando il suo debutto da solista, l'album Pacific Ocean Blue. Inteso come il seguito di Love You, le sessioni per il nuovo disco provvisoriamente intitolato Adult/Child furono completate dai Beach Boys con Brian Wilson in qualità di produttore. Successivamente, l'album venne rifiutato dalla Reprise Records in quanto ritenuto non sufficientemente commerciale. Alcuni dei brani approntati per l'album sarebbero poi stati ripescati per uscite successive.

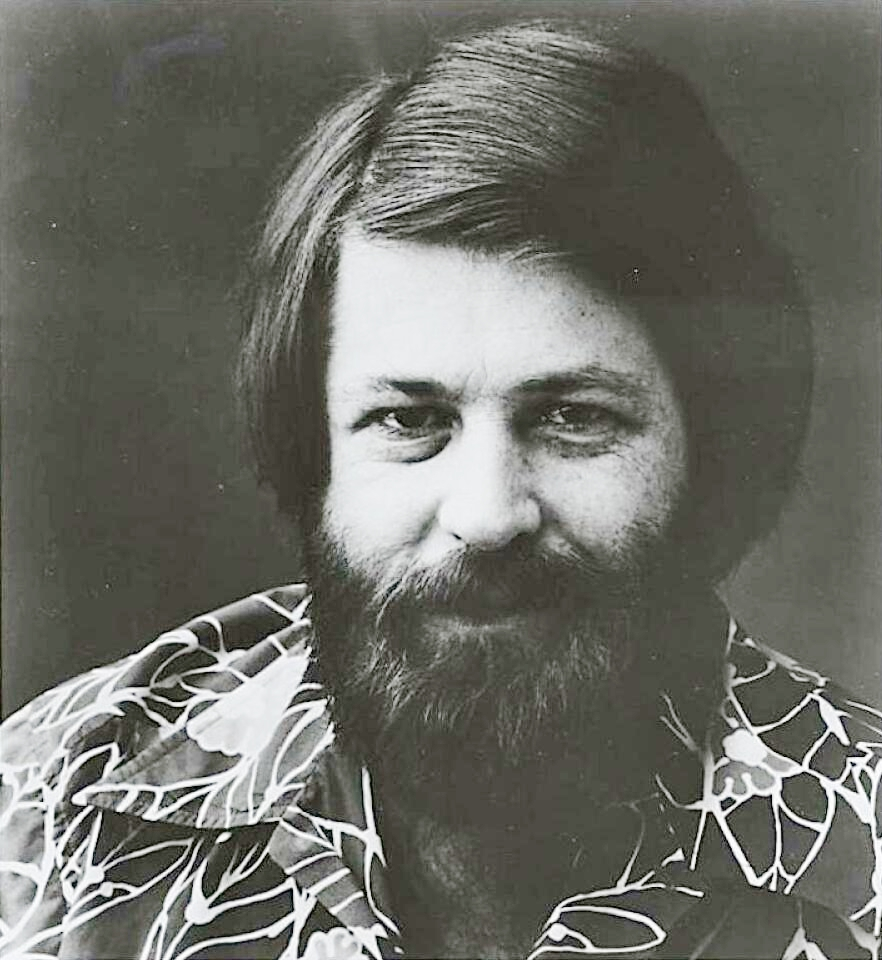
Brian Wilson (qui ritratto nel 1979) è stato riportato fosse in condizioni psicofisiche "miserabili" durante le sessioni di M.I.U. e si fosse rifiutato di collaborare con Mike Love in molti brani del disco.

Dennis era spesso assente dalle sedute di registrazione, perché lui e suo fratello Carl non erano entusiasti del progetto. L'idea, proposta da Mike Love, ora accanito seguace della meditazione trascendentale, era quella di registrare il nuovo disco al centro di meditazione Maharishi International University di Fairfield, Iowa, (da qui il titolo "M.I.U."). Di conseguenza, quando fu la volta di iniziare la lavorazione dell'album nel settembre 1977, solamente Love, Jardine e Brian Wilson si presentarono in studio.
L'intenzione originale era che Brian Wilson avrebbe dovuto produrre l'album, ma fu presto ben chiaro che non era nelle condizioni psicofisiche adatte per poterlo fare. La produzione dell'album venne accreditata al duo Al Jardine e Ron Altbach, con Brian accreditato solo in veste di "produttore esecutivo", anche se l'effettivo ruolo da lui svolto non fu mai ben chiarito. Il disco, provvisoriamente intitolato Merry Christmas from the Beach Boys venne nuovamente respinto dalla casa discografica, che pretese di ottenere dalla band un album di nuove canzoni registrato in studio in maniera più convenzionale. Nella primavera seguente, furono quindi sovraincisi nuovi testi alle tracce già incise per il programmato album natalizio, che, insieme al nuovo materiale registrato in tutta fretta, formarono la base di M.I.U. Album, l'ultimo LP del gruppo inciso per la Reprise Records prima dell'approdo alla CBS Records (ora Sony Music).
Interrogato dalla stampa inglese circa M.I.U. Album, Dennis Wilson rispose che "non credeva in quell'album" e che il disco era per lui "motivo di imbarazzo", concludendo con l'affermazione che secondo lui "l'album dovrebbe essere distrutto"... Il critico musicale Nick Kent definì l'album "orribile", aggiungendo che il suo "contenuto pietoso" venne ignorato dai critici.

## Pubblicazione
Il giornalista musicale Richard Williams riportò la notizia che, "Love e Jardine avevano tentato di rifilare M.I.U. Album alla Epic, come loro primo album da contratto. Il fatto che siano stati rifiutati per motivi di qualità è un omaggio alla discrezione della Epic."
Il singolo Peggy Sue fu pubblicato negli Stati Uniti in agosto e raggiunse la cinquantanovesima posizione in classifica. Anche se l'album raggiunse solo la deludente posizione numero 151 in classifica negli Stati Uniti, e divenne il primo LP del gruppo sin dal 1964 a non entrare nemmeno nella classifica inglese, la traccia Come Go With Me divenne un successo da top 20 alla fine del 1981 quando venne pubblicata come singolo estratto dalla compilation Ten Years of Harmony.

## Tracce
1. She's Got Rhythm (Wilson/Love/Altbach) 1
2. Come Go With Me (Quick) 2
3. Hey Little Tomboy (Brian Wilson) 3-4
4. Kona Coast (Jardine/Love) 2-3
5. Peggy Sue (Holly/Petty Allison) 2
6. Wontcha Come Out Tonight (Wilson/Love) 1-3
7. Sweet Sunday Kinda Love' (Wilson/Love) 4
8. Belles Of Paris (Wilson/Love/Altbach) 3
9. Pitter Patter (Wilson/Love/Jardine) 2-3
10. My Diane (Wilson) 5
11. Match Point Of Our Love (Wilson/Love) 1
12. Winds Of Change (Altbach/Tulleja) 2-3

### Specifiche esecutori
- 1 con Brian Wilson come voce solista
- 2 con Al Jardine come voce solista
- 3 con Mike Love come voce solista
- 4 con Carl Wilson come voce solista
- 5 con Dennis Wilson come voce solista

## Formazione[11]
The Beach Boys
- Al Jardine – voce e cori, chitarra elettrica ed acustica, tack piano, basso, battito di mani, schiocco di dita, glockenspiel
- Mike Love – voce e cori, battito di mani
- Brian Wilson – voce e cori, piano, tack piano, pianoforte elettrico, clavicembalo elettrico, Minimoog (3), battito di mani, arrangiamento voci e fiati
- Carl Wilson – voce e cori, chitarra elettrica a 12 corde, chitarra elettrica, battito di mani
- Dennis Wilson – voce e cori, batteria

Musicisti aggiuntivi
- Michael Andreas – sax, flauto, arrangiamento fiati
- Ron Altbach – piano, pianoforte elettrico, fisarmonica, ARP Omni, vibrafono, xilofono, trombone
- Lance Buller – tromba (12)
- Gary Griffin – pianoforte elettrico, organo, Minimoog, campane tubolari, string arrangements
- Ed Carter – chitarra acustica ed elettrica, basso
- John Foss – tromba, flicorno
- Billy Hinsche – cori, chitarra elettrica
- Mike Kowalski – batteria, congas, bonghi, campane, tamburello, shaker, guiro, blocchi di legno, campane tubulari
- Charles Lloyd – flauto
- Charlie McCarthy – flauto
- Rusty Ford – basso
- Chris Midaugh – steel pedal guitar
- Marilyn Rovell – cori
- Diane Rovell – cori
- Jay Graydon – chitarra elettrica
- Frank Marocco – fisarmonica
- Ray Pohlman – basso
- Ricky Fataar – batteria
- Julius Wechter – campane, vibrafono
- Matt Jardine – battito di mani, schiocco di dita
- Michael Sherry – battito di mani, schiocco di dita
- Richard Hurwitz – tromba
- Raymond Brown – tromba
- Vincent Fanuele – trombone
- Steve Douglas – sax tenore
- Jay Migliori – sax baritono
- William Collette – sax
- Bill Green – sax
- Maureen Love – arpa
- Roberleigh Barnhardt – arrangiamento archi
- Bernard Kundell, Alfred Breuning, Thomas Buffum, Herman Clebanoff, Cynthia Kovacs, Jay Rosen – violini
- Rollice Dale, Mark Kovacs, Linda Lipsett – viola
- Marie Fera, Igor Horoshevsky, Victor Sazer – violoncello
- Sconosciuto – sax, archi